# Quetzaltótotl, Zongolica
Quetzaltótotl är en ort i Mexiko.   Den ligger i kommunen Zongolica och delstaten Veracruz, i den sydöstra delen av landet, 250 km öster om huvudstaden Mexico City. Quetzaltótotl ligger 1 675 meter över havet och antalet invånare är 231.
Terrängen runt Quetzaltótotl är kuperad åt sydväst, men åt nordost är den bergig. Runt Quetzaltótotl är det ganska tätbefolkat, med 144 invånare per kvadratkilometer. Närmaste större samhälle är Zongolica, 14,2 km norr om Quetzaltótotl. I omgivningarna runt Quetzaltótotl växer i huvudsak städsegrön lövskog.